# Championnat d'Islande de football 1970
Navigation
Saison précédente Saison suivante
La saison 1970 du Championnat d'Islande de football était la 59e édition de la première division islandaise. Les huit clubs jouent les uns contre les autres lors de rencontres disputées en matchs aller et retour. Du fait du passage de sept à huit clubs, la saison islandaise est rallongée, elle passe de 42 à 56 matchs. 
Un an après son retour parmi l'élite, l'IA Akranes remporte le championnat. C'est le 7e titre de l'histoire du club, le premier depuis 10 ans.
Le club promu cette saison, le Vikingur Reykjavik, absent de la 1. Deild depuis 14 ans, fait l'ascenseur puisqu'il est relégué en 2. Deild en fin de saison.

## Les 8 clubs participants
| \| Reykjavik : Fram - Valur - Vikingur - KR IBV Vestmannaeyjar ÍBA Akureyri ÍBK Keflavík ÍA Akranes \| Clubs participants |
| Reykjavik : Fram - Valur - Vikingur - KR IBV Vestmannaeyjar ÍBA Akureyri ÍBK Keflavík ÍA Akranes                          |

| Club               | Classement 1969 | Stade            | Ville          |
| ------------------ | --------------- | ---------------- | -------------- |
| ÍA Akranes         | 2               | Akranesvöllur    | Akranes        |
| ÍBA Akureyri       | 7               | Akureyrarvöllur  | Akureyri       |
| Fram Reykjavik     | 6               | Laugardalsvöllur | Reykjavik      |
| ÍBK Keflavík       | 1               | Keflavíkurvöllur | Keflavík       |
| KR Reykjavik       | 3               | Laugardalsvöllur | Reykjavik      |
| Valur Reykjavik    | 5               | Laugardalsvöllur | Reykjavik      |
| IBV Vestmannaeyjar | 4               | Hásteinsvöllur   | Vestmannaeyjar |
| Vikingur Reykjavik | 2. Deild        | Laugardalsvöllur | Reykjavik      |

## Compétition

### Classement
Le barème de points servant à établir le classement se décompose ainsi :
- Victoire : 2 points
- Match nul : 1 point
- Défaite : 0 point

| Rang | Équipe               | Pts | J  | G | N | P  | Bp | Bc | Diff |
| ---- | -------------------- | --- | -- | - | - | -- | -- | -- | ---- |
| 1    | ÍA Akranes           | 20  | 14 | 8 | 4 | 2  | 24 | 15 | +9   |
| 2    | Fram Reykjavik C     | 16  | 14 | 8 | 0 | 6  | 28 | 19 | +9   |
| 3    | ÍBK Keflavík T       | 16  | 14 | 7 | 2 | 5  | 18 | 15 | +3   |
| 4    | KR Reykjavik         | 14  | 14 | 5 | 4 | 5  | 18 | 16 | +2   |
| 5    | Valur Reykjavik      | 14  | 14 | 5 | 4 | 5  | 23 | 24 | -1   |
| 6    | ÍBA Akureyri         | 13  | 14 | 4 | 5 | 5  | 32 | 30 | +2   |
| 7    | ÍBV Vestmannaeyjar   | 13  | 14 | 6 | 1 | 7  | 20 | 25 | -5   |
| 8    | Vikingur Reykjavik P | 6   | 14 | 3 | 0 | 11 | 18 | 37 | -19  |

|  | Qualifié pour la Coupe d'Europe des clubs champions 1971-1972 |
|  | Qualifié pour la Coupe des Coupes 1971-1972                   |
|  | Qualifié pour la Coupe UEFA 1971-1972                         |
|  | Relégué en 2. Deild                                           |

### Matchs
| Résultats (▼dom., ►ext.)                                   | Fram | Akur | IBV | Kef | KR  | Val | Akr | Vik |
| Fram Reykjavik                                             |      | 7-1  | 0-2 | 1-2 | 2-0 | 1-0 | 1-2 | 3-2 |
| ÍBA Akureyri                                               | 1-2  |      | 1-1 | 1-1 | 6-3 | 2-2 | 1-3 | 6-2 |
| ÍBV Vestmannaeyjar                                         | 0-2  | 0-3  |     | 2-1 | 0-2 | 2-3 | 3-0 | 2-0 |
| ÍBK Keflavík                                               | 2-1  | 1-0  | 1-0 |     | 0-0 | 2-0 | 1-2 | 1-0 |
| KR Reykjavik                                               | 1-2  | 1-1  | 4-0 | 2-0 |     | 1-1 | 1-2 | 1-0 |
| Valur Reykjavik                                            | 3-1  | 6-5  | 0-1 | 2-1 | 0-1 |     | 1-1 | 2-1 |
| ÍA Akranes                                                 | 2-0  | 0-0  | 4-1 | 4-2 | 0-0 | 2-2 |     | 2-0 |
| Vikingur Reykjavik                                         | 1-5  | 1-4  | 4-6 | 0-3 | 2-1 | 3-1 | 2-0 |     |
| - Victoire à domicile - Match nul - Victoire à l'extérieur |      |      |     |     |     |     |     |     |

## Bilan de la saison
| Tableau d'Honneur                 |                |
| Compétition                       | Vainqueur      |
| Championnat d'Islande de football | ÍA Akranes     |
| Coupe d'Islande de football       | Fram Reykjavik |
| Supercoupe d'Islande de football  | ÍBK Keflavík   |

| Qualifications européennes                   |                |
| Coupe d'Europe des clubs champions 1971-1972 | Qualifié       |
| 1er tour                                     | ÍA Akranes     |
| Coupe des Coupes 1971-1972                   | Qualifié       |
| Tour préliminaire                            | Fram Reykjavik |
| Coupe UEFA 1971-1972                         | Qualifié       |
| Tour préliminaire                            | ÍBK Keflavík   |

| Promotion et relégation |                      |
| Relégué en 2. Deild     | Vikingur Reykjavik   |
| Promu en 1. Deild       | Breiðablik Kopavogur |

## Meilleurs buteurs
| # | Buteurs             | Clubs              | Nb de Buts |
| - | ------------------- | ------------------ | ---------- |
| 1 | Hermann Gunnarsson  | ÍBA Akureyri       | 14         |
| 2 | Kristinn Jorundsson | Fram Reykjavik     | 10         |
| 3 | Haraldur Juliusson  | ÍBV Vestmannaeyjar | 9          |
| 4 | Fridrik Ragnarsson  | ÍBK Keflavík       | 7          |
| 4 | Guðjon Guðmundsson  | IA Akranes         | 7          |